# Ecuación de estado de Rose-Vinet
La ecuación de estado de Vinet-Rose es una ecuación de estado para sólidos isótropos pensada para reproducir la respuesta frente a compresiones para un alto rango de presiones. El trabajo de Vinet y Rose discute cómo la ecuación depende únicamente de cuatro parámetros: el módulo de compresibilidad isotérmico {\displaystyle B_{0}}, la derivada de dicho módulo con respecto a la presión {\displaystyle B'_{0}}, el volumen {\displaystyle V_{0}} y la expansión térmica; todos evaluados a presión cero ({\displaystyle P=0}) y a una sola (de referencia) temperatura. La misma ecuación es válida para todas las clases de sólidos y abarca un amplio rango de temperaturas.

## Ecuación
La ecuación de Vinet-Rose se puede escribir como:

{\displaystyle P=3K_{0}\left[\left({\frac {V_{0}}{V}}\right)^{2/3}-\left({\frac {V_{0}}{V}}\right)^{1/3}\right]\exp \left[{\frac {3}{2}}(K'_{0}-1)\left(1-\left({\frac {V}{V_{0}}}\right)^{1/3}\right)\right]}

Esta ecuación tiene las siguientes características:
- Fue propuesta como una “ecuación de estado universal” que se ajusta bien a datos de alta presión.
- Se emplea frecuentemente en el estudio de metales y óxidos sometidos a presiones de hasta varios cientos de gigapascales.
- Suele describir mejor la curvatura de la curva presión-volumen en rangos amplios de presión que la ecuación de estado de Birch-Murnaghan.

La misma ecuación pude escribirse de manera un poco diferente:

{\displaystyle P=3B_{0}\left({\frac {1-\eta }{\eta ^{2}}}\right)e^{{\frac {3}{2}}(B_{0}'-1)(1-\eta )}}

donde {\displaystyle \eta } viene dado por la raíz cúbica del volumen específico:
{\displaystyle \eta =\left({\frac {V}{V_{0}}}\right)^{\frac {1}{3}}}
Una ecuación similar había sido publicada por Stacey et al. in 1981.